# Chris Austin
Christopher Clay Austin (Boone, 24 de febrero de 1964 - San Diego, 16 de marzo de 1991) fue un cantante estadounidense de música country.

## Biografía
Nacido en Boone, Carolina del Norte en 1964, firmó con Warner Bros. Records en 1988 y registró tres sencillos en la lista Billboard Hot Country Songs. Su sencillo más exitoso, "Blues Stay Away from Me", se incluyó en el álbum recopilatorio de 1989 New Tradition Sings the Old Tradition. Austin también coescribió el sencillo de 1991 de Ricky Skaggs "Same Ol' Love".
Austin era más conocido por tocar la guitarra y el violín para las bandas de carretera de Ricky Skaggs y Reba McEntire. Austin estuvo de gira con McEntire hasta que un avión que transportaba a Austin, otros seis miembros de la banda de McEntire y su road manager se estrelló contra una montaña cercana después de despegar de un aeropuerto en San Diego, California matando a todos a bordo.

## Sencillos
| Año                                                    | Sencillo                                    | Máxima posición   | Álbum                                 |
| Año                                                    | Sencillo                                    | Hot Country Songs | Álbum                                 |
| ------------------------------------------------------ | ------------------------------------------- | ----------------- | ------------------------------------- |
| 1988                                                   | "Lonesome for You"                          | 62                |                                       |
| 1988                                                   | "I Know There's a Heart in There Somewhere" | 89                |                                       |
| 1989                                                   | "Blues Stay Away from Me"                   | 54                | New Tradition Sings the Old Tradition |
| 1990                                                   | "Out of Step"                               | —                 |                                       |
| "—" denota lanzamientos que no figuraron en las listas |                                             |                   |                                       |